# Tomoya Koyamatsu
Tomoya Koyamatsu (小屋松 知哉 Koyamatsu Tomoya?), född 24 april 1995 i Kyoto prefektur, är en japansk fotbollsspelare.
Koyamatsu började sin karriär 2014 i Nagoya Grampus. 2017 flyttade han till Kyoto Sanga FC. Han spelade 116 ligamatcher för klubben. 2020 flyttade han till Sagan Tosu.